# Internationale Polizeimützensammlung

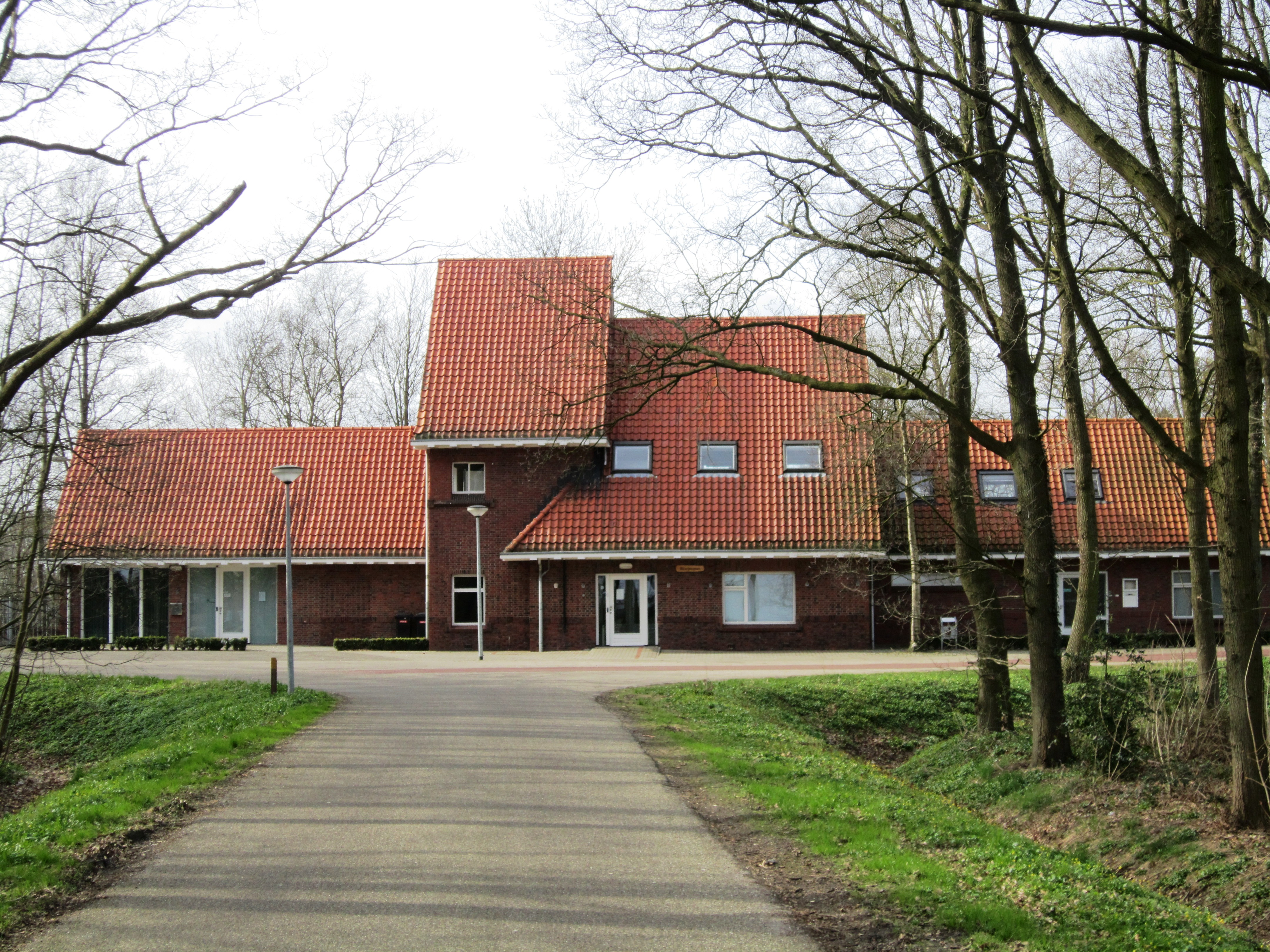
Das alte Bahnhofsgebäude

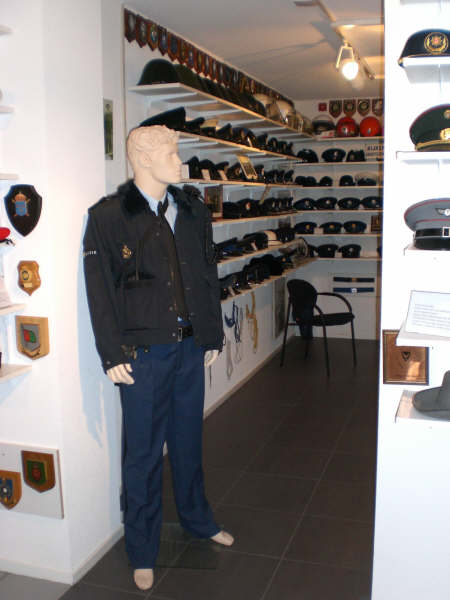
Ein Teil der Sammlung

Die Internationale Polizeimützensammlung (niederländisch Internationale Politiepetten Collectie) in Slochteren in den Niederlanden ist eine ständige Ausstellung von Uniformteilen verschiedener Polizeien.
Das 1993 eröffnete Museum befindet sich im Dorf Slochteren (Gemeinde Midden-Groningen) in der Provinz Groningen und liegt an der ehemaligen Bahnstrecke Woldjerspoorweg zwischen Groningen und Weiwerd, im Gebäude der ehemaligen Bahnstation Slochteren. Die Sammlung gehört zum Bezirksverband International Police Association Groningen.
Neben fast 1500 verschiedenen Polizeimützen aus über 220 Ländern sind Polizeiuniformen, Handschellen und Polizeiabzeichen ausgestellt.
Die Sammlung besteht aus historischen Hauben und Helmen aus dem 19. Jahrhundert sowie aktuellen Kopfbedeckungen. Zur Sammlung gehören Polizeimützen aus europäischen sowie aus außereuropäischen Ländern.